# Maryon Pittman Allen
Maryon Pittman Allen (Meridian, 30 de novembro de 1925 - Birmingham, 23 de julho de 2018) foi uma jornalista e política norte-americana. De junho a novembro de 1978, foi Senadora dos Estados Unidos pelo estado do Alabama.

## Primeiros anos
Maryon Pittman nasceu em Meridian, no Mississippi, em 1925. No ano seguinte, sua família mudou-se para Birmingham, Alabama, onde seu pai estabeleceu uma concessionária de tratores. Maryon Pittman cresceu e frequentou escolas públicas em Birmingham. De 1944 a 1947, estudou jornalismo na Universidade do Alabama, mas não se formou. Em 1946, enquanto estudava, casou-se com Joshua Mullins. O casal teve três filhos, que ainda eram jovens em 1959 quando seus pais se divorciaram.
Após seu divórcio, Pittman foi trabalhar, primeiro como agente de seguros e depois como editora das seções de mulheres para cinco jornais semanais na área de Birmingham. Essa experiência levou-a a obter um emprego no jornal Birmingham News. Foi nesta função que, em 1964, entrevistou James "Jim" Allen, na época o Vice-Governador do Alabama. Ela e Allen, um viúvo com dois filhos, casaram-se em agosto de 1964, depois de um namoro de apenas quatro meses.

## Casamento
Em seu segundo casamento, Maryon Pittman Allen tornou-se a esposa de um político. Como Vice-Governador, Jim Allen teve que presidir o Senado do Estado do Alabama em uma sessão especial da legislatura estadual que o Governador George Wallace havia convocado três dias antes do casamento. Em um artigo de jornal publicado logo a seguir, ela escreveu que a sessão legislativa resultou no fato de o casal ter tido "a lua de mel mais pública e política da história."
Em 1967, no mesmo ano em que seu marido terminou seu mandato como Vice-Governador, Maryon Allen descobriu que tinha tuberculose e passou por vários meses de tratamento. No ano seguinte, escreveu uma série de artigos para jornais do Alabama em que descreveu suas experiências. Seus artigos descreveram os tratamentos oferecidos por hospitais do Alabama e pediram para que os leitores passassem por testes de tuberculina e raios X.
Em 1968, Jim Allen ganhou a eleição para o Senado dos Estados Unidos. Quando assumiu o cargo em janeiro de 1969, Maryon o acompanhou para Washington, D.C.. Na nova cidade, continuou trabalhando como jornalista, escrevendo uma coluna de notícias denominada de "The Reflections of a News Hen" para jornais no Alabama. A coluna ganhou prêmios da Associação de Imprensa do Alabama como a "melhor coluna original."

## Senadora dos Estados Unidos
Jim Allen morreu repentinamente em 1º de junho de 1978, vitimado por um ataque cardíaco. Uma semana depois, em 8 de junho de 1978, o Governador do Alabama, George Wallace, nomeou Maryon Allen para suceder seu marido no Senado. Como Senadora, ganhou atribuições para dois dos comitês em que seu marido serviu, o do Judiciário e o de Agricultura, Nutrição e Silvicultura, mas não teve êxito em seu esforço para ser nomeada para o Comitê de Regras e Administração. Pittman Allen foi a primeira mulher a integrar o Comitê Judiciário do Senado.
Após sua nomeação para o Senado, Allen decidiu se candidatar na eleição especial de novembro de 1978, que escolheria quem ocuparia os dois anos restantes do mandato de Jim Allen no Senado. Era esperado que o Governador Wallace concorresse ao cargo mas, quando ele decidiu não entrar na disputa, Allen tornou-se a favorita. No entanto, ela sofreu graves danos à sua imagem pública depois que o The Washington Post publicou uma entrevista que havia concedido para a repórter Sally Quinn. Quinn citou declarações de Allen que pareciam serem críticas ao Governador Wallace e sua esposa Lurleen Wallace. Allen disse que Quinn havia distorcido suas declarações, mas os comentários alienaram muitas pessoas no Alabama, e alguns questionaram sua entrevista para o Post, considerado pelos conservadores como um jornal liberal. Alenn recebeu mais votos na eleição primária de 5 de setembro de 1978, mas seus 44 por cento dos votos forçaram a realização de um segundo turno ocorrido no final daquele mês. Ela perdeu o segundo turno para Donald W. Stewart por mais de 120 mil votos. Stewart acabou sendo eleito e sucedeu-a em 7 de novembro de 1978.
Durante seu tempo no cargo, Maryon Allen foi uma das duas únicas mulheres no Senado. A outra Senadora, Muriel Humphrey, tinha sido nomeada em janeiro de 1978 para preencher o assento aberto pela morte de seu marido, Hubert Humphrey. Muriel Humphrey também saiu do Senado em novembro de 1978, imediatamente após a eleição de um sucessor.

## Anos posteriores
Após o fim de seu breve mandato no Senado, Allen trabalhou por um tempo como colunista do The Washington Post. Posteriormente, voltou para o Alabama, onde trabalhou na área de relações públicas para um negociante de antiguidades e uma casa de leilões em Birmingham, onde residia.